# Orange Leaf Frozen Yogurt
A Orange Leaf Frozen Yogurt (ou simplesmente Orange Leaf) é uma cadeia de franchisings de iogurte congelado self-service com sede em Oklahoma City, fundada em 2008. A empresa já conta com mais de 300 lojas nos Estados Unidos e também se expandiu internacionalmente.

## História
Anteriormente conhecida como Orange Tree Frozen Yogurt, foi fundada em 2008. Mike Liddell e Reese Travis notaram que uma franquia estava fazendo bons negócios em Edmond, Oklahoma. Eles compraram uma franquia em 2009, e Liddell comprou a empresa em 2010. Liddell então mudou a empresa da Califórnia para Oklahoma, contratou Travis como CEO, e mudou o nome para Orange Leaf.
Em abril de 2011, tinha 63 lojas abertas nos Estados Unidos, e expandiu-se para 111 locais em setembro de 2011. Em outubro de 2013, tinha mais de 300 locais (em 2017, esse número havia sido reduzido para menos de 210 locais) e planejava um IPO em 2015.
Frostee Rucker e John Calipari investiram em franchisings.
Em 2014, um franqueado localizado em Indiana entrou com uma ação no tribunal federal em Indianápolis que a "Orange Leaf o enganou e fez declarações falsas sobre a receita da loja para coagi-lo a abrir lojas fora de Indiana - em Illinois, Flórida e Tennessee." A Orange Tree entrou com uma contra-ação alegando quebra de contrato. Em janeiro de 2018, a Orange Leaf nomeou Kendall Ware como Presidente e COO.

## Localizações internacionais
A Orange Leaf abriu o seu primeiro franchise internacional, localizado na Austrália, em 2011, em Melbourne. No final de 2013, existiam três locais no estado de Vitoria e um em Bondi Beach, em Sydney. Em setembro de 2015, existiam quatro locais nos estados de Vitoria e um local em Nova Gales do Sul.
Em 2014, a CNBC noticiou a sua expansão para os mercados asiáticos, incluindo a China. Embora tenha sido anunciado em maio de 2014 que duas lojas iriam abrir em breve na cidade chinesa de Xangai, nenhuma loja foi aberta no continente asiático até setembro de 2015.

## Lojas
As lojas são de autosserviço. Oferecem alternativas sem açúcar, sem glúten, não lácteas e veganas. The Oklahoman descreveu as lojas como "salas de estar que por acaso têm dispensadores de iogurte".